# Іштван Тиса
І́штван Ти́са (угор. Tisza István, *22 квітня 1861, Пешт — †31 жовтня 1918, Будапешт) — угорський політичний діяч, двічі прем'єр-міністр Угорського королівства (1903–1905, 1913–1917), граф.

## Біографія
Іштван Тиса народився 22 квітня 1861 року в Пешті (за іншими даними — Гест, комітат Бекеш) у кальвіністській дворянській родині з Трансільванії. Син Кальмана Тиси, угорського прем'єр-міністра в 1875–1890 роках.
Вивчав правознавство у Берліні, Гейдельберзі та Будапешті. Здобув докторський ступінь з політології у Оксфордському університеті. Кумиром для Тиси був Отто фон Бісмарк, що справило вплив на його подальші політичні погляди.
З 1886 року — депутат Державних зборів від Ліберальної партії. Після приходу партії до влади, з 3 листопада 1903 по 18 червня 1905 років — прем'єр-міністр Угорського королівства. Іштван Тиса був прихильником союзу з Німеччиною і противником антисемітизму. Виступав за економічні реформи та індустріалізацію. У 1897 році отримав титул графа.
З 1910 року — очільник Національної партії праці. У 1912 році Тиса був головою нижньої палати парламенту, а 10 червня 1913 року вдруге став прем'єр міністром.
У 1914 році Іштван Тиса виступив проти війни з Сербією, адже вважав, що збільшення кількості слов'янських народів у імперії неминуче призведе до руйнації дуалістичної системи. Після отримання гарантій від Австрії щодо неприєднання сербських територій, 7 липня Тиса заявив про необхідність збройного виступу проти Сербії.

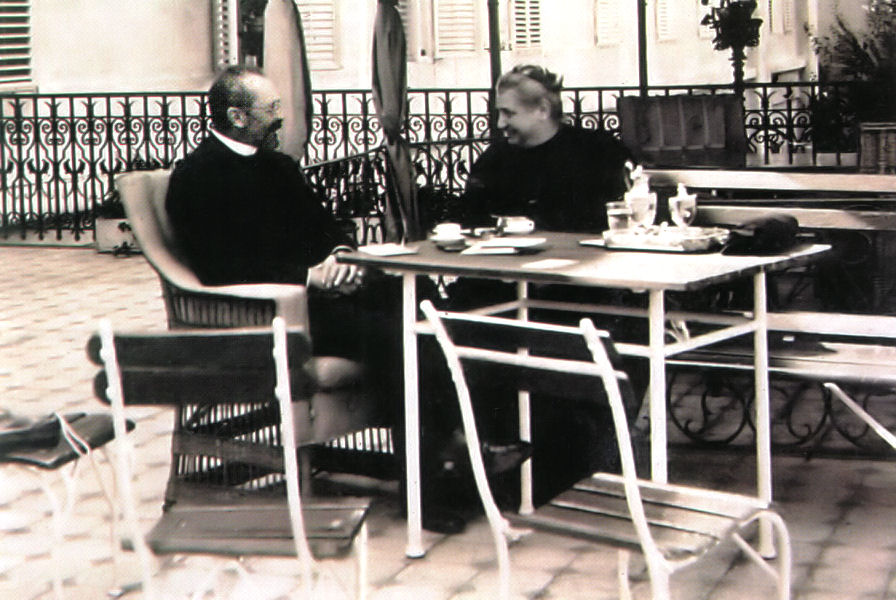
Іштван Тиса з дружиною, 1904 рік

15 червня 1917 року пішов у відставку. Брав участь в боях на Італійському фронті, згодом повернувся до Угорщини.
Тиса був вбитий повстанцями у власному будинку в ході «революції айстр» 31 жовтня 1918 року внаслідок четвертого замаху на нього. У 1921 році, після повалення комуністичного режиму в Угорщині, було проведено розслідування злочину і заарештовано шість осіб, причетних до вбивства.